# Osterburken
Osterburken – miasto w Niemczech, w kraju związkowym Badenia-Wirtembergia, w rejencji Karlsruhe, w regionie Rhein-Neckar, w powiecie Neckar-Odenwald, siedziba związku gmin Osterburken. Leży w Baulandzie, nad Seckach, ok. 25 km na północny wschód od Mosbach, przy drodze krajowej B292 i linii kolejowej Stuttgart-Würzburg.

## Współpraca
Miejscowość partnerska:
- Hondschoote, Francja